# Jungdeutsche Partei

Logo del Partido

El Jungdeutsche Partei in Polen (JDP), o Joven Partido Alemán en Polonia (en polaco: Partia Młodoniemiecka w Polsce) fue un partido político de extrema derecha nazi alemán fundado en 1931 por miembros de la minoría étnica alemana que residía en la Segunda República Polaca.
El partido se opuso no sólo a la colaboración con Polonia, sino también con otras organizaciones alemanas en Polonia. Su líder fue Rudolf Wiesner, un nazi comprometido. Fue reemplazado por Max Wambeck del NSDAP el 22 de noviembre de 1938. Después de la invasión de Polonia, Wambeck (con fluidez en polaco, conocido localmente como Maksymilian Wambeck) sirvió como SS-Obersturmführer en Chodzież en Gniezno Gau (Condado de Gniezno polaco) interrogando y torturando a los miembros de la resistencia de la Armia Krajowa.

## Actividades

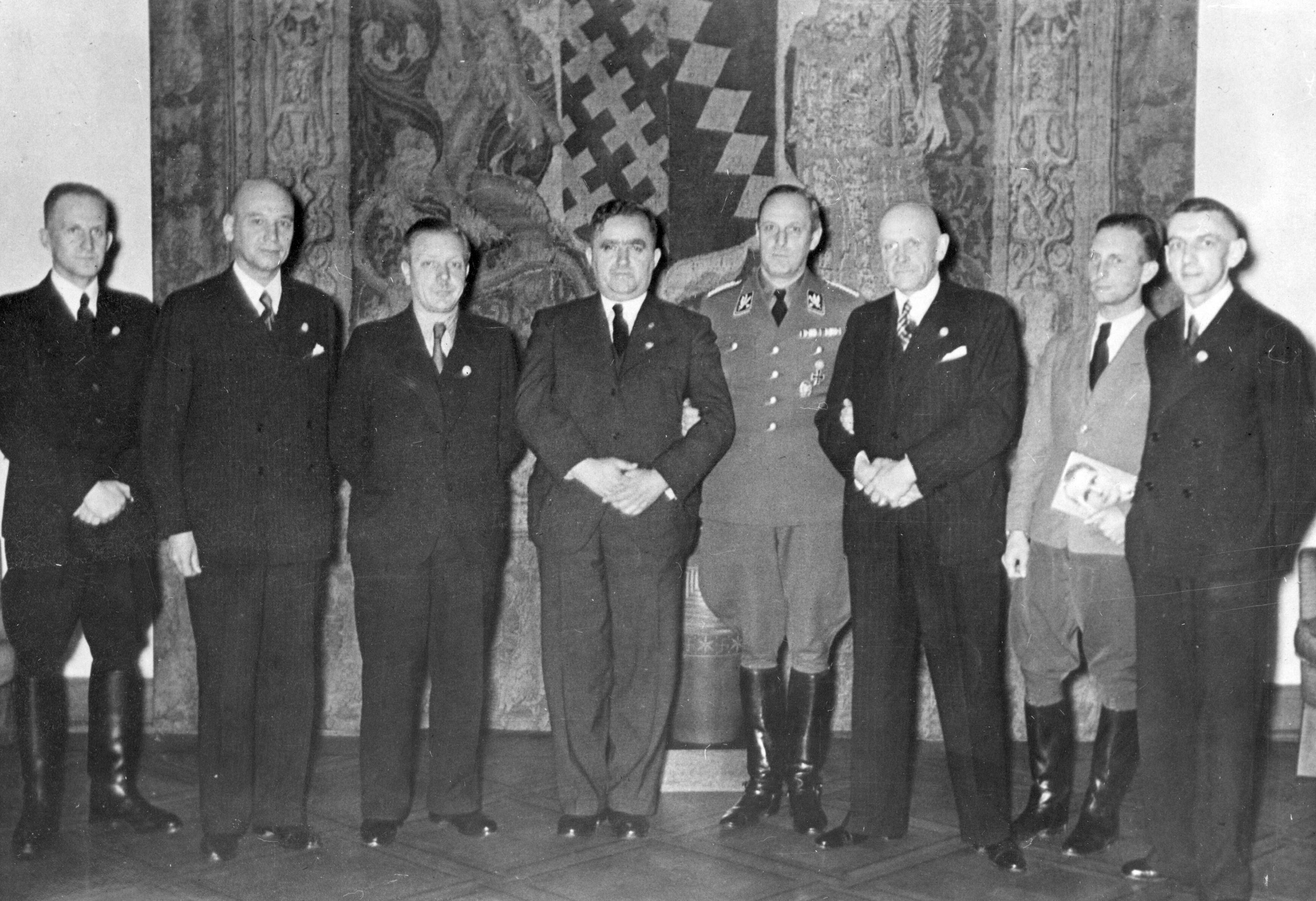
Volksdeutsches condecorados con la Placa Dorada del Partido por Adolf Hitler en Berlín, tras la invasión de Polonia en 1939. Desde la izquierda: Ludwig Wolff del Deutscher Volksverband, Otto Ulitz, Wagner, Rudolf Wiesner de Bielsko-Biała, el Obergruppenführer Werner Lorenz, Erwin Hasbach de Ciechocinek Gero von Gersdorff de Wielkopolska, y Weiss de Jarocin.

Patrocinados financieramente por el Ministerio de Asuntos Exteriores del Tercer Reich, los miembros del Jungdeutsche Partei se entrenaron en actividades de propaganda, sabotaje y espionaje contra el Estado polaco, traficaron con armas militares y emprendieron una campaña para intimidar a otros miembros para que abandonaran el país. Un número considerable de jóvenes alemanes polacos se unieron al Partido a mediados de la década de 1930 como resultado del adoctrinamiento nazi y el reclutamiento agresivo. El partido tenía su propia bandera con el símbolo JDP, celebraba fechas importantes (Heldengedenktag), poseían un himno cantado en reuniones (Jungdeutsche marschiert) con un saludo nazi y sus propios brazaletes rojos similares a los del NSDAP.
El Jungdeutsche Partei se formó originalmente en 1921 en Bielsko-Biała con el nombre de Deutscher Nationalsozialistischer Verein in Polen. Renombrado en 1931, el partido amplió gradualmente sus actividades para cubrir la mayor parte de la Alta Silesia con 1.200 miembros, y otras regiones como la Gran Polonia (desde 1934), así como Pomerania y Volhynia en los años siguientes. Los mítines públicos organizados por el partido fueron agresivamente antipolacos, rabiosamente racistas y antijudíos; mientras proclamaba al mundo: "Queremos ser alemanes, y nada más que alemanes". El JDP fue disuelto por Adolf Hitler después de la invasión de Polonia con la transferencia de su membresía a Alemania.